# Mercedes Cup 1990
Il Mercedes Cup 1990 è stato un torneo di tennis giocato sulla terra rossa. È stata la 13ª edizione del Mercedes Cup, che fa parte della categoria Championship Series nell'ambito dell'ATP Tour 1990. Si è giocato a Stoccarda in Germania, dal 16 al 22 luglio 1990.

## Campioni

### Singolare
Goran Ivanišević ha battuto in finale  Guillermo Pérez Roldán per 6(2)-7, 6-1, 6-4, 7-6(2).

### Doppio
Pieter Aldrich /  Danie Visser hanno battuto in finale  Per Henricsson /  Nicklas Utgren per 6-3, 6-4.